# رباعیات خیام
رباعیات خیام نام مجموعه‌ای است که از رباعی‌های منسوب به غیاث‌الدین ابوالفتح عُمَر بن ابراهیم خیام نیشابوری مشهور به خیام فراهم آمده است. این رباعی‌ها در سده‌های پنجم و ششم هجری قمری به زبان فارسی سروده شده‌اند و عمدتاً بیانگر دیدگاه‌های فلسفی او هستند.
این اشعار در زمان حیات خیام به واسطهٔ تعصب مردم مخفی ماند و تدوین نشد و تنها بین یک دسته از دوستان همرنگ و صمیمی او شهرت داشت یا در حاشیهٔ جُنگ‌ها و کتاب‌های اشخاصی به‌طور قلم‌انداز چند رباعی از او ضبط شده‌است و پس از مرگش منتشر شد. به همین خاطر در تعداد این رباعی‌ها و نیز حقیقی یا جعلی بودن بعضی از آن‌ها اختلاف نظر وجود دارد.
خیام زندگی‌اش را به‌عنوان ریاضی‌دان و فیلسوفی شهیر سپری کرد. این در حالی بود که معاصرانش از رباعیاتی که امروزه مایهٔ شهرت و افتخار او هستند بی‌خبر بودند. در چند قرن اخیر این رباعیات بسیار مورد توجه قرار گرفته‌است، به زبان‌های بسیاری ترجمه شده‌اند و تصحیحات فراوانی بر آن‌ها صورت گرفته‌است.
کهن‌ترین دفتر گردآمده از رباعیات خیام طربخانه نام دارد.

## خیام

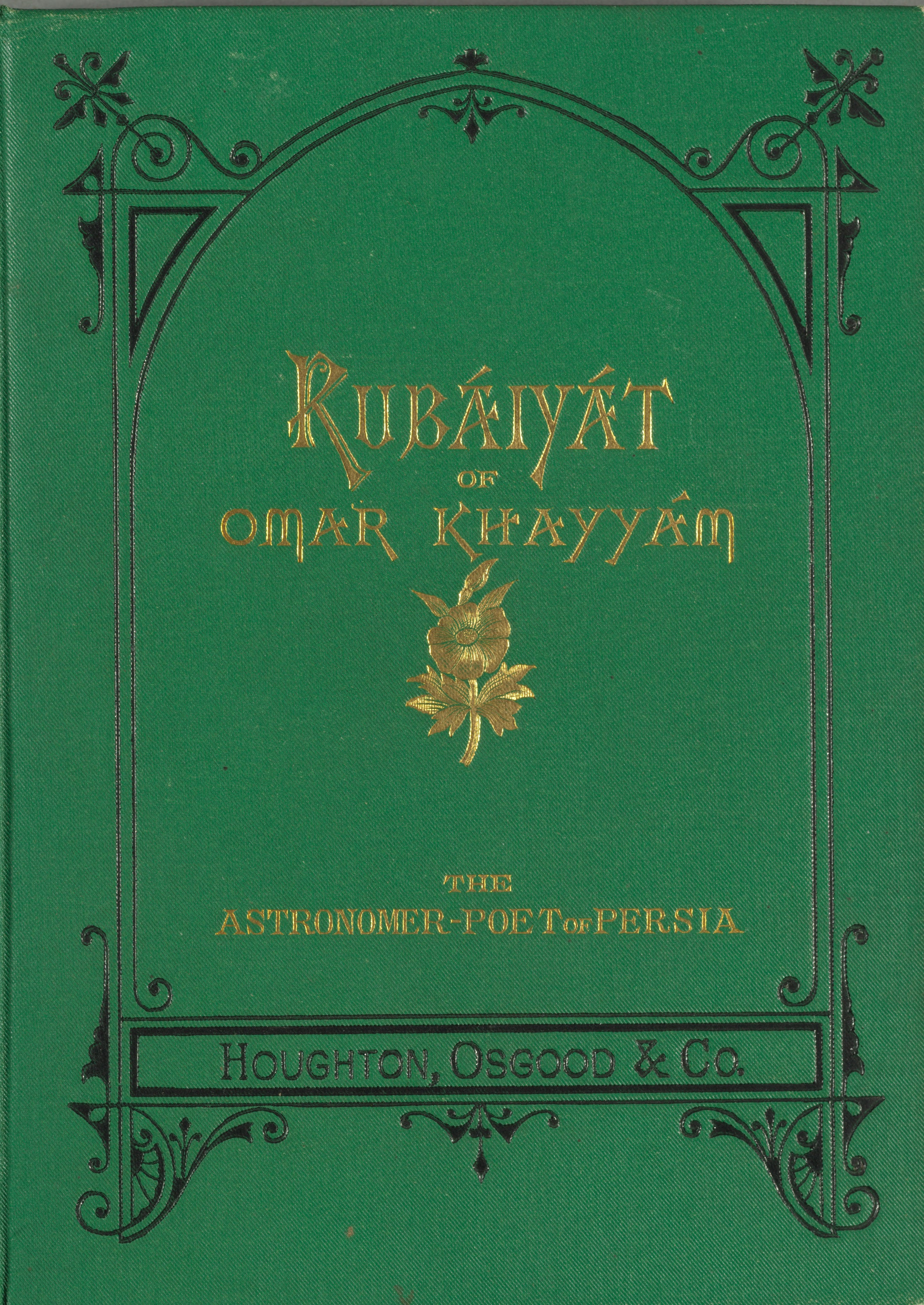
کتاب رباعیات خیام ، ویرایش اول آمریکایی برگرفته از ویرایش سوم ترجمه انگلیسی رباعیات خیام از ادوارد فیتزجرالد

عُمَر خَیّام نیشابوری (نام کامل: غیاث‌الدین ابوالفتح عُمَر بن ابراهیم خَیّام نیشابوری) (زادهٔ ۲۸ اردیبهشت ۴۲۷ خورشیدی در نیشابور - درگذشتهٔ ۱۲ آذر ۵۱۰ خورشیدی در نیشابور) که «خیامی» و «خیام نیشابوری» و «خیامی النّیسابوری» هم نامیده شده‌است، فیلسوف، ریاضی‌دان، ستاره‌شناس و رباعی‌سُرای ایرانی در دورهٔ سلجوقی بود. در گذشته پایگاه علمی خیام برتر از جایگاه ادبی او بوده‌است و لقب «حجّةالحق» داشته‌است، امروزه اما آوازهٔ وی بیشتر به‌واسطهٔ سرودن رباعیات اوست که شهرت جهانی دارد. افزون بر آن‌که رباعیات خیام را به اغلب زبان‌های زنده ترجمه کرده‌اند. ادوارد فیتزجرالد رباعیات او را به زبان انگلیسی ترجمه کرده‌است که مایهٔ شهرت بیشتر وی در مغرب‌زمین شده‌است.
یکی از برجسته‌ترین کارهای وی را می‌توان اصلاح گاهشماری ایران دانست که در زمان وزارت خواجه نظام‌الملک و در دورهٔ پادشاهی ملک‌شاه سلجوقی (۴۲۶–۴۹۰ هجری قمری) بود. وی در ریاضیات، علوم ادبی، دینی و تاریخی استاد بود. نقش خیام در حل معادلات درجهٔ سوم و مطالعاتش دربارهٔ اصل پنجم اقلیدس نام او را به عنوان ریاضی‌دانی برجسته در تاریخ علم ثبت کرده‌است. ابداع نظریه‌ای دربارهٔ نسبت‌های هم‌ارز با نظریهٔ اقلیدس نیز از مهم‌ترین کارهای اوست.

## منبع‌شناسی

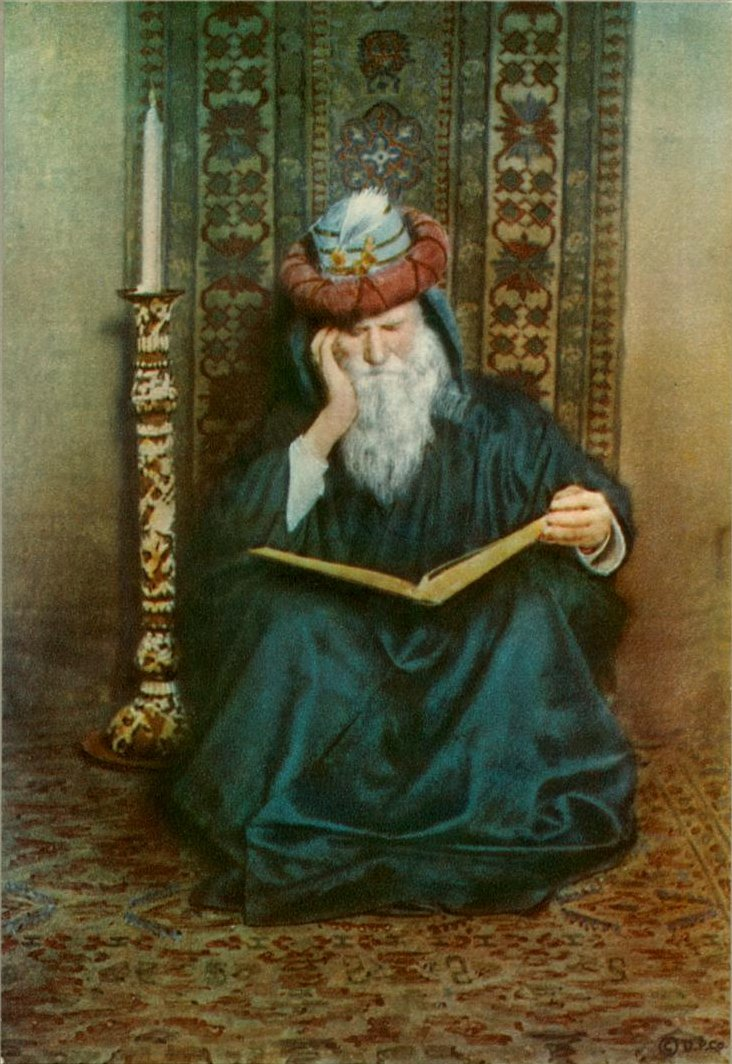
مردی پیر با ریشی بلند و سفید با کلاه ایرانی در حال مطالعه رباعیات عمر خیام زیر نور شمع

عمده منابع پیرامون رباعیات خیام را سیدعلی میرافضلی، پژوهشگر و رباعی‌پژوه، در کتابی تحت عنوان «رباعیات خیام در منابع کهن» جمع‌آوری کرده‌است. امروزه قدیمی‌ترین مجموعهٔ اصیل از رباعیاتی منسوب به خیام، نسخهٔ بودلن آکسفورد است که در سال ۸۶۵ قمری در شیراز کتابت شده‌است، یعنی سه قرن بعد از خیام و دارای ۱۵۸ رباعی است، که به نظر صادق هدایت رباعیات بیگانه و نامعتبر نیز در این مجموعه دیده می‌شوند. تا پیش از تصحیحات علمی مجموعه‌هایی که با نام رباعیات خیام وجود داشت؛ مجموعه‌هایی مغشوش از آرای متناقض و افکار متضاد بود به‌طوری‌که به گفتهٔ صادق هدایت اگر یک نفر صد سال عمر کرده باشد و روزی دو مرتبه کیش و مسلک و عقیدهٔ خود را عوض کرده باشد قادر به گفتن چنین افکاری نخواهد بود. بی‌مبالاتی نسخه‌نویسان و اشتباه کاتبان همیشه در بررسی نسخه‌های خطی دیده می‌شود؛ اما در مورد خیام گاه اشعارش را به‌عمد تغییر داده‌اند تا آن را به مسلک تصوف نزدیک کنند. هدایت حتی می‌گوید یک علت مغشوش بودن رباعیات خیام این است که هر کس می‌خوارگی کرده‌است و رباعی‌ای گفته‌است از ترس تکفیر آن را به خیام نسبت داده‌است. مشکل دیگر این است که بسیاری به پیروی و تقلید از خیام رباعی سروده‌اند و رباعی ایشان بعدها در شمار رباعیات خیام آمده‌است.

## ویژگی‌های ادبی
رباعی، نوع خاصی از شعر است که ایرانیان اختراع کرده‌اند و عبارت از دو بیت است، یعنی چهار مصراع؛ که مصراع اول و دوم و چهارمش بر یک قافیه است و در مصراع سوم، شاعر مختار است که همان قافیه را بیاورد یا نیاورد. وزن رباعی همانند وزن «لا حول ولا قوه الا بالله» است.
رباعی مشکل‌ترین نوع شعر است، زیرا کوتاهی کلام فرصت سخن گزاف را به شاعر نمی‌دهد و برای مطلوب شدن شعر شاعر باید طبعی توانا داشته باشد تا بتواند تمام مطلب را در یک مصراع که آن مصراع آخر است ادا کند و سه مصراع دیگر برای مستعد کردن کلام به جهت ادای معنی آن است. باری معلوم می‌شود خیام گذشته از مقامات علم و حکمت، ذوق سرشار و طبع شعری غرا نیز داشته‌است.
خیام نه در قالب شعری، نه در کلمات و اصطلاحات شعری و نه در تفکر شعری‌اش از هیچ شاعری پیروی نمی‌کند چراکه خود در این زمینه صاحب سبک است و تنها از صنعت ایجاز بهره می‌برد. او به سادگی از معنای کلمات برای فهماندن مقصودش بهره می‌گیرد و با چنان مهارتی این کار را انجام می‌دهد که در نظر همگان کاری ساده می‌نماید. گیرندگی تفکرات خیام تنها مخصوص خود اوست و در زبان هیچ شاعر فارسی‌زبان دیگری مشاهده نمی‌شود، زبانی بی‌تکلف دارد و تشبیهات و استعاراتش با ظرافتی خاص و با شکلی ساده و روان چینش شده‌اند.
استفاده از لغات فارسی
ویژگی جالبی که در شعر خیام نمایان است دقت نظر خاص او در استفاده از لغات عربی در شعرش است، یعنی یا کاملاً فارسی‌گو بوده‌است یا مانند فردوسی تا حد امکان از کلمات متداول عربی در فارسی استفاده نکرده‌است و با بهره‌گیری از تنها یک یا چند لغت عربی در شعرش مفهوم خاصی را القا کرده‌است. این ویژگی کاملاً در مفهوم شعری خیام نمایان است. این کار خیام از آن‌رو قابل توجه‌است که در گذشته، زبان عربی را حتی می‌توان به نوعی زبان رسمی ایران دانست چرا که تمام کتب علمی و مذهبی، به زبان عربی نوشته می‌شدند و همان‌طور که دیده می‌شود حتی قرن‌ها بعد از خیام نیز اشعار شاعران ایرانی مملو از لغات عربی‌است و این خود ممیزی است که خیام و فردوسی را از دیگر شاعران ایرانی تمییز می‌دهد.

## مضامین کلی

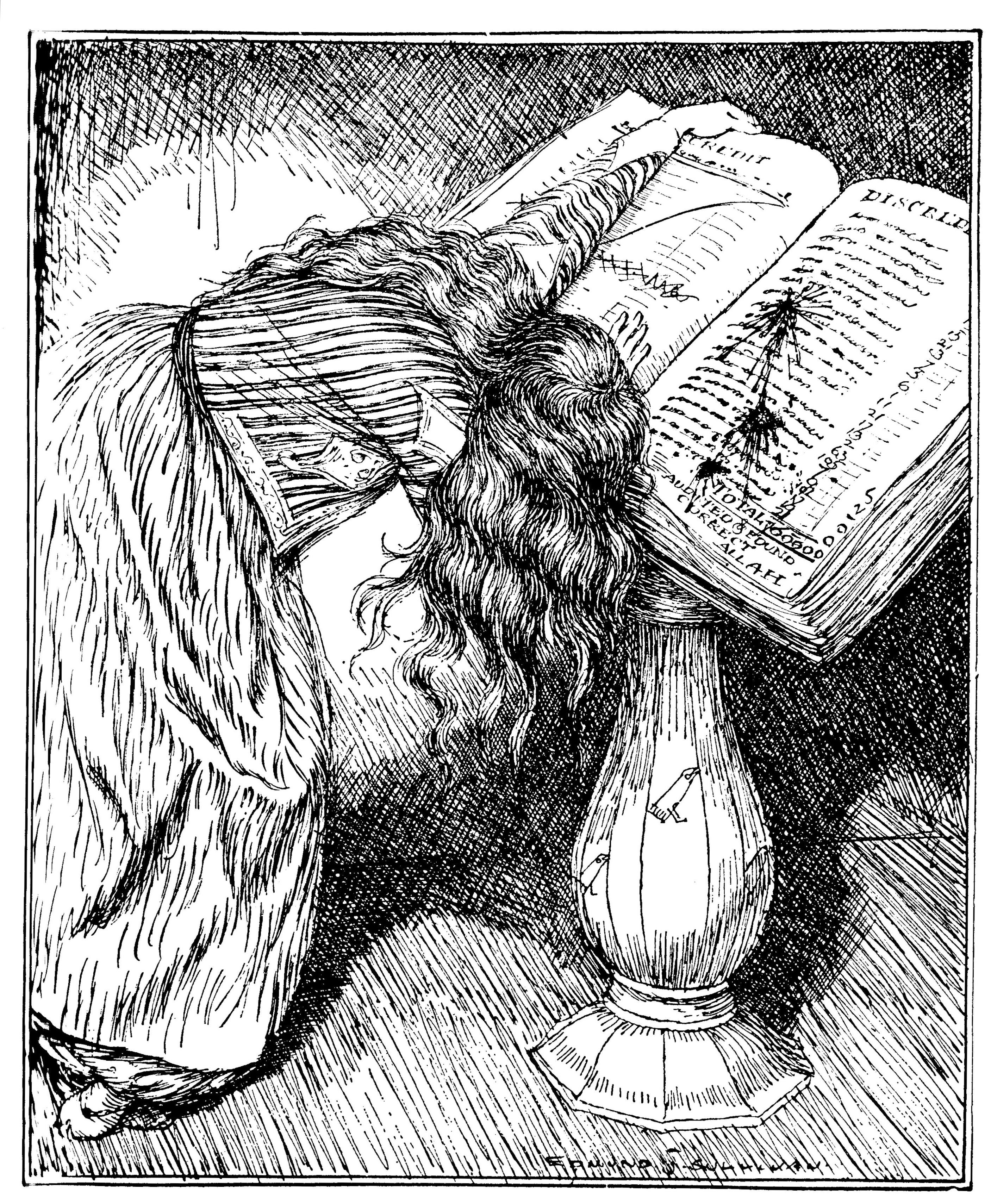
اثری از ادموند جوزف سالیوان برای پنجاه و یکمین رباعی از اولین نسخهٔ فیتزجرالد

برخی فارسی‌شناسان بر این باورند که رباعیات خیام تازیانه‌ای بر زاهدان ریاکار است.
«عبدالرضا مدرس زاده» قائم مقام انجمن بین‌المللی ترویج زبان و ادبیات فارسی اعتقاد دارد خیام در اشعارش بی‌اعتباری دنیا و ناپایداری هستی موقت انسان را در زندگی اش به تصویر می‌کشاند. زبان تند و تیز خیام در رباعیات، تازیانه‌ای بر زاهدان دروغین و ریاکار است.
صادق هدایت در کتاب ترانه‌های خیام دسته‌بندی کلی‌ای از مضامین رباعیات خیام ارائه می‌دهد و ذیل هر یک از عنوان‌ها، رباعی‌های مرتبط با موضوع را می‌آورد:
راز آفرینش
بخشی از این رباعیات در حول محور حیرت در امور جهان و ندانستن رموز آفرینش سروده شده‌اند. خیام در این رباعیات در کار هستی فرومانده و در برابر شگفتی‌های آن به حیرت فرومی‌رود. این نوع نگرش پیش از خیام نیز در ادبیات فارسی در آثار شاعرانی همچون فردوسی سابقه داشته‌است.محمدعلی اسلامی ندوشن، منتقد و پژوهشگر ایرانی در مورد مضامین شعری خیام می‌گوید: «ویژگی اصلی اندیشه‌های خیام پرسشگری است. او همواره بر روی نقاط اصلی زندگی بشر دست گذاشته و هستهٔ اصلی و بنیادین رباعیاتش طرح همین پرسش‌هاست.» او با آنکه زندگی خویش را وقف اندیشه و دانش‌ورزی کرده، سرانجام به این باور رسیده‌است که چیزی از راز زندگی نمی‌داند. آنانی هم که با نور دانش محفل اصحاب را منور ساخته‌اند، نتوانسته‌اند گامی ازین تنگنای تاریک بیرون نهند و محصول دانش و خرد آنان در گشودن راز هستی افسانه‌ای بیش نبوده‌است:
| آنان که محیط فضل و آداب شدند |  | در جمع کمال شمع اصحاب شدند  |
| ره زین شب تاریک نبردند بِرون  |  | گفتند فسانه‌ای و درخواب شدند |

| دوری که در او آمدن و رفتنِ ماست  |  | او را نه بدایت نه نهایت پیداست   |
| کس می نزند دمی در این معنی راست |  | کاین آمدن از کجا و رفتن به کجاست |

| هرچند که رنگ و بوی زیباست مرا |  | چون لاله رخ و چو سرو بالاست مرا |
| معلوم نشد که در طربخانهٔ خاک   |  | نقاش ازل بهر چه آراست مرا       |

درد زندگی
بخشی از این رباعیات پیرامون درد و رنج‌های دنیا و مافیها سروده شده‌اند.
| از آمدن و رفتن ما سودی کو   |  | وز تار وجود عمر ما پودی کو |
| در چنبر چرخ جان چندین پاکان |  | می‌سوزد و خاک می‌شود دودی کو |

| افسوس که بی‌فایده فرسوده شدیم |  | وز داس سپهر سرنگون سوده شدیم   |
| دردا و ندامتا که تا چشم زدیم |  | نابوده به کام خویش نابوده شدیم |

تقدیرگرایی
از محوری‌ترین مضامین در رباعیات خیام جبر است.
عصری که خیام در آن می‌زیسته‌است دوران شکوفایی عقاید اشعری بوده‌است. اگرچه نمی‌توان که خیام را اشعری مسلک دانست، امّا از این نکته هم غافل نباید بود که جوّ حاکم فکری و پذیرش عمومی مردم در آن دوران، مقتضی مسئلهٔ جبر بوده‌است. به علاوه این که ظلم و ستم سیاسی، بی‌عدالتی اجتماعی و اتفاقات و حوادث طبیعی هم به پذیرش قضا و قدر کمک می‌نموده‌است. با این حال، خیام که مهم‌ترین مسئله‌اش مرگ بوده‌است و برای خود در برابر مرگ جز تسلیم و رضا چاره‌ای نمی‌یافته و نامرادی‌ها و ناجوانمردی‌های روزگار و مردم آن را با تمام وجود احساس می‌کرده، چگونه می‌توانسته‌است از آزادی به مفهوم کلامی، سیاسی یا اجتماعی آن سخن بگوید؟
| ای آنکه نتیجهٔ چهار و هفتی     |  | وز هفت و چهار دائم اندر تفتی |
| می خور که هزار باره بیشت گفتم |  | باز آمدنت نیست چو رفتی؛ رفتی |

| بر لوح نشان بودنی‌ها بوده‌است   |  | پیوسته قلم ز نیک و بد فرسوده‌است |
| در روز ازل هر آنچه بایست بداد |  | غم خوردن و کوشیدن ما بیهوده‌است  |

گردش دوران
در زبان فارسی، خیام از نامدارترین سرایندگان اشعار با مضمون بی‌اعتباری دنیا است و ناپایداری و زوال آدمی از مهم‌ترین موضوعات تفکر وی به‌شمار می‌رود. خیام این پندار را که گردش چرخ فلک اساس ذلت یا سعادت انسان است را رد می‌کند و بر این باور است که حواله کردن غم و شادی انسان به تقدیر امری اشتباه است، زیرا اساس وجود چرخ درمانده تر از ماست. او به نامتناهی بودن کائنات سخت باورمند است و معتقد است ماهیت حیات آن قدر، بغرنج است که در چهار چوب تصور انسان نمی‌گنجد و عقل از ادراک آن ناتوان است.
| افسوس که نامهٔ جوانی طی شد   |  | وان تازه بهار زندگانی دی شد  |
| حالی که ورا نام جوانی گفتند |  | معلوم نشد که او کی آمد کی شد |

| جامی است که عقل آفرین می زندش |  | صد بوسه ز مهر بر جبین می زندش |
| این کوزه‌گر دهر چنین جام لطیف  |  | می‌سازد و باز بر زمین می زندش  |

نفی جاودانگی و بقای انسان پس از مرگ
در کل اشاره به این مضمون است که بعد از مرگ، ذرات بدن پوسیده و پراکنده شده و مجدداً به شکل‌هایی نو در جهان مادی ظهور می‌یابند.
| هر ذره که بر روی زمینی بوده‌است |  | خورشید رخی زهره جبینی بوده‌است |
| گرد از رخ آستین به آزرم فشان   |  | کان هم رخ خوب نازنینی بوده‌است |

| ابر آمد و زار بر سر سبزه گریست |  | بی بادهٔ گلرنگ نمی‌شاید زیست  |
| این سبزه که امروز تماشاگه ماست |  | تا سبزهٔ خاک ما تماشاگه کیست |

هر چه باداباد

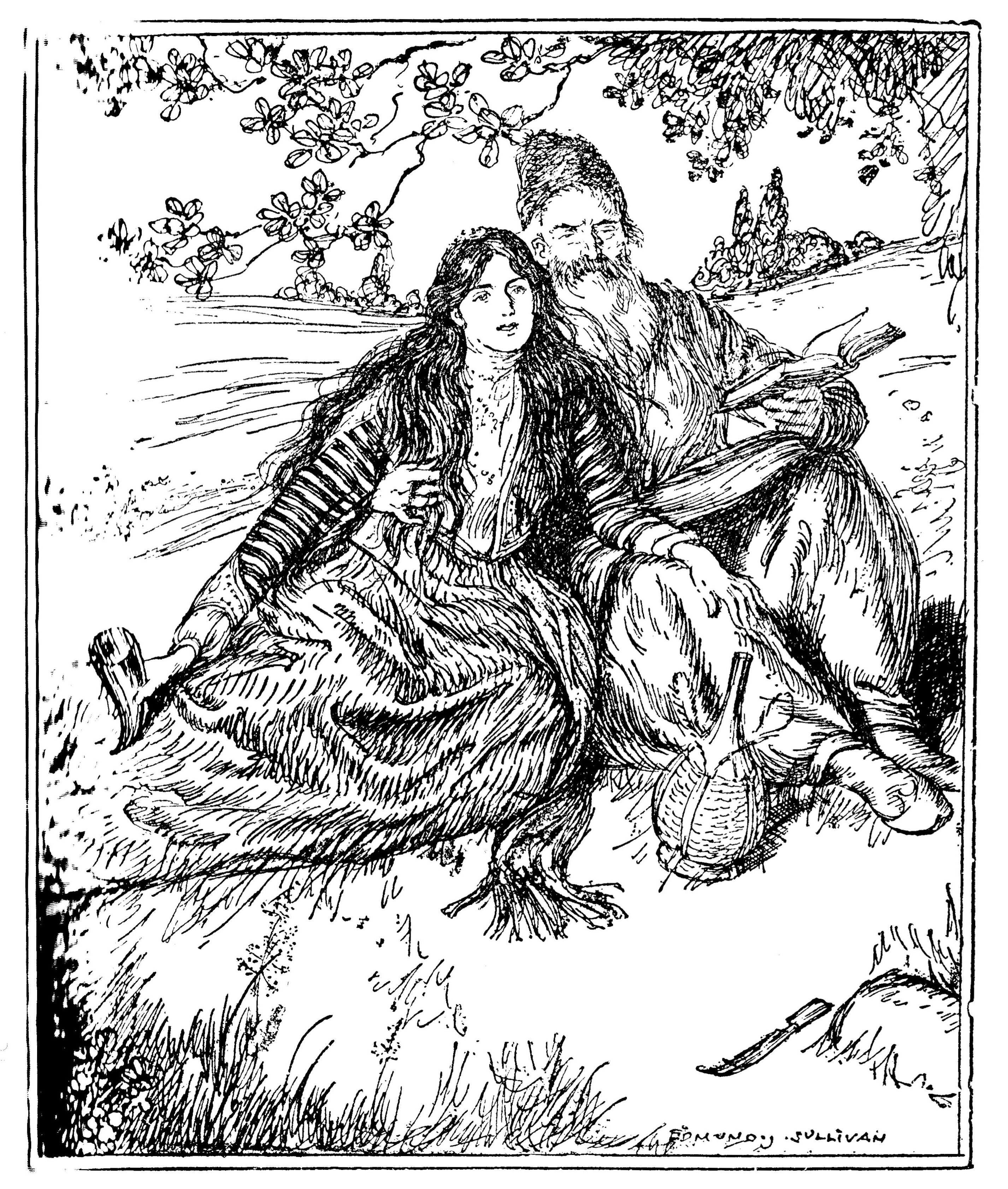
طراحی ادموند جوزف سالیوان برای یازدهمین رباعی از اولین نسخه فیتز جرالد

بخشی عمده‌ای از این رباعیات را دعوت انسان‌ها به بی‌اعتنایی در برابر مسائل و لذت بردن از زندگی تشکیل می‌دهد. توجّه بیش از حد خیام به می و می‌گساری و اغتنام فرصت سبب شده‌است تا از او چهره‌ای لاابالی، دائم‌الخمر و لذّت‌پرست در اذهان نقش بندد؛ درحالی‌که حقیقت چیز دیگری است. می‌در ادب فارسی به‌ویژه در شعر شعرای برجسته معانی استعاری و مجازی دارد و در غالب آثار پیشینیان مقصود از شراب نیست، بلکه مفهومی انتزاعی است که برای زیباسازی زبان شعر برگزیده شده و می‌شود.
فروغی در مقدمهٔ رباعیات خیام می‌نویسد: «در شعر، غالباً می و معشوق به نحو مجاز و استعاره گفته می‌شود و از این بیان، مقصود آن تأویلات خنک نیست که مثلاً در شعر حافظ، می دو ساله را به قرآن و محبوب چهارده ساله را به پیغمبر تأویل می‌کنند؛ و لیکن شک نیست که در زبان شعر غالباً شراب به معنی فراغ خاطر و خوشی یا انصراف یا توجه به دقایق و مانند آن است.»
علی دشتی نیز در ضمن تحقیقات خود می‌نویسد: «نسبت دادن رباعی‌هایی به وی که مبانی آن صرفاً تجاهر به فسق است یا بر تحقیر مبانی شرعی قرار دارد، اشتباه محض است.»
صادق هدایت هم احتمال داده‌است که آنچه خیام در مدح شراب گفته تا اندازه‌ای مبالغه‌آمیز به نظر می‌آید؛ شاید مقصود او تمسخر اهل مذهب بوده‌است.
| می خوردن و شاد بودن آیین منست  |  | فارغ بودن از کفر و دین، دین منست |
| گفتم به عروس دهر کابین تو چیست |  | گفتا دل خرم تو کابین منست        |

| من بی می ناب زیستن نتوانم   |  | بی باده کشید بار تن نتوانم  |
| من بندهٔ آن دمم که ساقی گوید |  | یک جام دگر بگیر و من نتوانم |

هیچ است.

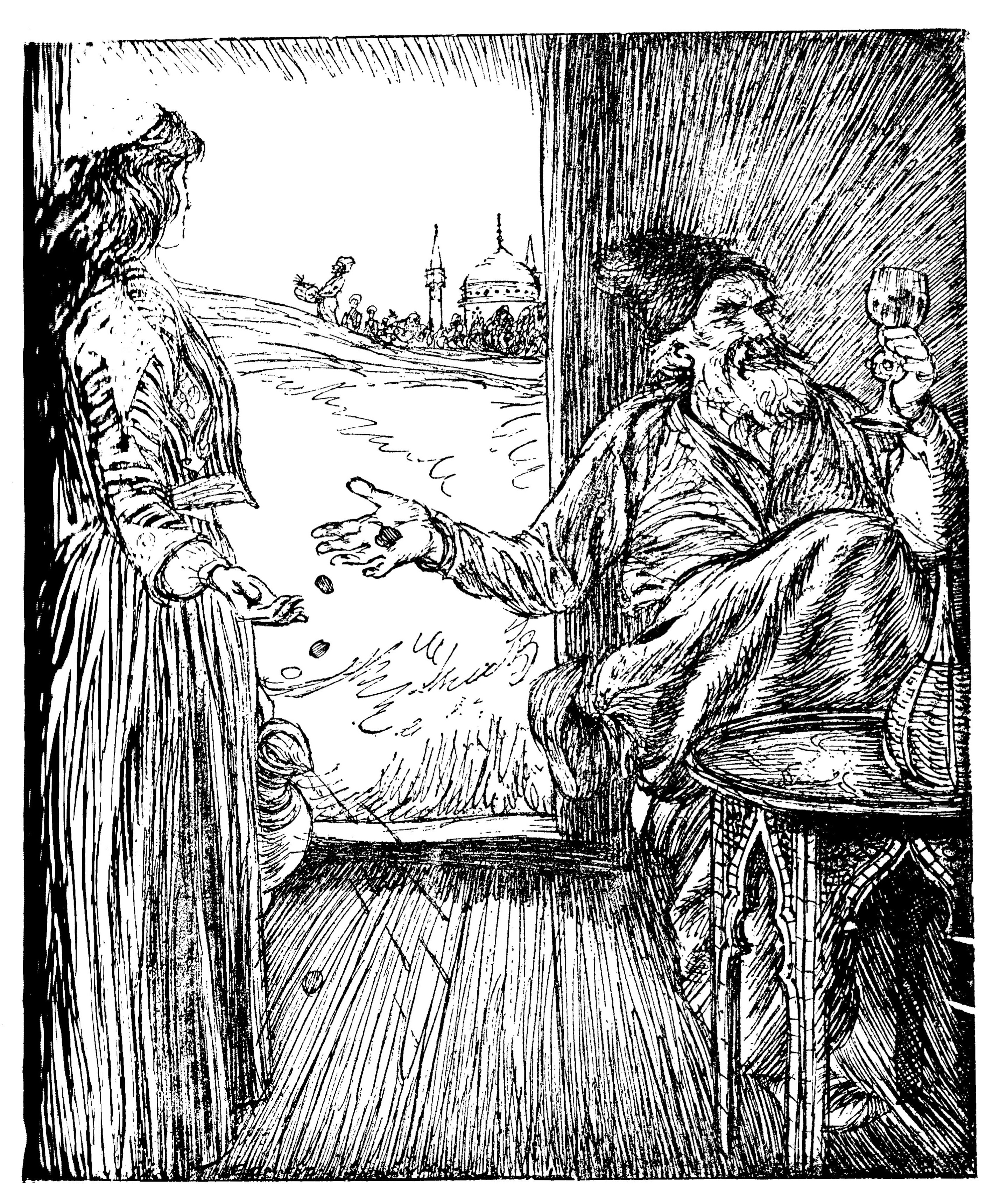
طراحی ادموند جوزف سالیوان برای دوازدهمین رباعی از اولین نسخه فیتزجرالد

بخشی از رباعیات که خیام می‌کوشد در آن‌ها مسئلهٔ پوچی و بی‌هدفی را از دیدگاه خود مطرح سازد.
| ای بی خبران شکل مجسم هیچ است   |  | وین طارم نه سپهر ارقم هیچ است  |
| خوش باش که در نشیمن کون و فساد |  | وابسته یک دمیم و آن هم هیچ است |

| بنگر ز جهان چه طرف بربستم هیچ |  | وز حاصل عمر چیست در دستم هیچ |
| شمع طربم ولی چو بنشستم هیچ    |  | من جام جمم ولی چو بشکستم هیچ |

دم را دریابیم
تقریباً یک سوم از رباعیات خیام به موضوع اغتنام وقت از طریق عیش و شادی پرداخته‌اند. اگرچه این طرز تفکر خاص خیام نیست و از مبانی فکری ایران پیش از اسلام به‌شمار می‌رود، ولی نباید این نکته را نادیده گرفت که بهترین نمونهٔ اشعاری که چنین تفکری پشتوانه سرایش آن‌هاست، اشعار خیام است. عبدالحسین زرین‌کوب، ادیب و مورخ ایرانی می‌گوید: «درست است که بسیاری از عقاید و بسیاری از سرگرمی‌های ما خلاف عقل و دور از منطق است اما باز دل حکم می‌کند که با این اوهام، خوش بودن لذت دارد و همین لذت‌است که پاداش رنج‌های زندگی است و اگر زندگی به کلی فاقد لذت می‌بود مثل گور، سرد و خاموش بود و به رنجِ زیستن نمی‌ارزید.»
| ای دوست بیا تا غم فردا نخوریم |  | این یکدم عمر را غنیمت شمریم |
| فردا که ازین دیر کهن درگذریم  |  | باهفت هزارسالگان سر بسریم   |

| می نوش که عمر جاودانی اینست     |  | خود حاصلت از دور جوانی اینست |
| هنگام گل و مل است و یاران سرمست |  | خوش باش دمی که زندگانی اینست |

## تأثیرگذاری بر ادبیات
بهاءالدین خرمشاهی در خصوص تأثیر خیام بر شعرای پس از خود می‌گوید: «شبلی نومانی پژوهشگر پاکستانی بر این باور است که حافظ شارح خیام بوده‌است. او میراث‌بر خیام و بهترین شاعر اندیشه‌های اوست اما با این تفاوت که فرجام‌شناسی حافظ بسیار مستحکم‌تر از خیام است. خیام خداشناس بزرگی بود اما حافظ ایمان مستحکم‌تری به حقیقت و طریقت و شریعت نسبت به خیام داشته‌است. خیام یک روح نومید دارد اما موحد است و قائل به وجود خداوند. خیام هم از تکفیر علمای زمان می‌ترسد و هم از حاکمان وقت که با علما هم‌سو شوند و آسایش او را بگیرند. از این جهت است که بسیار دوپهلو صحبت کرده‌است. از دیگر شعرایی که تأثیر بسیار از خیام پذیرفت، عارف و شاعر بزرگ فریدالدین عطار نیشابوری است که در مختارنامه تأثیرپذیری از خیام را هویدا کرده‌است.»
صادق هدایت نیز بر این باور است که حافظ از تشبیهات خیام بسیار استفاده کرده‌است، تا حدی که از متفکرترین و بهترین پیروان خیام به‌شمار می‌آید. هر چند که به نظر او افکار حافظ به فلسفهٔ خیام نمی‌رسد، اما بنا به نظر صادق هدایت، حافظ این نقص را با الهامات شاعرانه و تشبیهات رفع کرده‌است و برای نمونه به‌قدری شراب را زیر تشبیهات پوشانده که تعبیر صوفیانه از آن می‌شود. اما خیام این پرده‌پوشی را ندارد.
برای نمونه حافظ دربارهٔ بهشت با ترس سخن می‌گوید:
| باغ فردوس لطیف است و لیکن زینهار |  | تو غنیمت شمر این سایهٔ بید و لب کشت |

اما خیام بدون پرده‌پوشی می‌گوید:
| گویند بهشت و حور عین خواهد بود   |  | آنجا می‌ناب و انگبین خواهد بود |
| گر ما مِی و معشوقه گزیدیم چه باک؟ |  | چون عاقبت کار چنین خواهد بود  |

موریس بوشور از کسانی‌است که کاملاً تحت تأثیر افکار خیام درآمده و نمایشنامهٔ رؤیای خیام هماهنگی فکری او را با شاعر ایرانی به خوبی نشان می‌دهد. همچنین ارمان رنو و آندره ژید هم از او مایه گرفته‌اند.
کریستووام دو کامارگو شاعر اسپانیایی زبان نیز افکار خیام را در قالب شعر نو ریخت و متن اسپانیایی آن‌ها را در سراسر آمریکای لاتین و متن فرانسوی را در اروپا رواج داد.
کسان دیگری که از خیام الهام گرفته‌اند یا به تمجید او پرداختند عبارتند از:آندره ژید، ژان لاهور، شارل گرولو، مارک ژان برنارد و شاپلن.

## نسخه‌ها
از آن‌جا که هیچ دیوان تنظیم‌شده‌ای توسط خود خیام یا دیگران در زمان کوتاهی پس از مرگ وی به دست نیامده‌است، در مورد تعداد این رباعی‌ها و نیز حقیقی یا جعلی بودن بعضی از آن‌ها اختلاف نظر وجود دارد. از این‌رو بسیاری از پژوهشگران اروپایی و ایرانی به فکر تمییز و تشخیص اشعار قطعی و مسلم وی افتاده‌اند که حاصل آن نسخه‌های متعدد و متفاوتی از رباعیات خیام است.

### نسخه‌های اروپایی
آرتور کریستنسن اولین کسی بود که به فکر تعیین رباعیات اصیل و حذف رباعیات جعلی از مجموعهٔ اشعار منسوب به خیام افتاده‌است. او روش‌های متفاوتی برای تشخیص ترانه‌های حقیقی در نظر گرفت که یکی از این روش‌ها تفکیک اشعاری بود که دارای نام خیام بودند. اما خود او نیز پس از مدتی به این روش شک کرد، چراکه از مضمون بعضی از آن‌ها برمی‌آمد که شاعر دیگری آن را دربارهٔ خیام گفته باشد. علاوه بر آن تعداد این‌گونه رباعیات از ده یا دوازده رباعی تجاوز نمی‌کرد.
پس از کریستنسن، والنتین ژوکوفسکی نیز نسخه‌ای از رباعیات خیام را با عنوان عمر خیام و رباعیات سرگردان تهیه کرد که در آن برای تشخیص رباعیات حقیقی خیام از روش دیگری استفاده شده‌است. او ۸۲ ترانه‌ای را که غیر از خیام به شاعران دیگری هم نسبت داده‌اند حذف کرد. این طریقهٔ ژوکوفسکی بین اندیشمندان طرفدارانی پیدا کرد و برخی از محققان روش وی را مناسب دانستند. پس از او کریستنسن و ادوارد دنیسن راس نیز این فرضیه را دنبال کردند و اشعار حذف شده را به ۱۰۱ رباعی رساندند.
اما فردریش روزن روش ژوکوفسکی و پیروانش را مناسب ندانست و بر رد این نظریه چنین استدلال کرد: «ما نمی‌توانیم فقط به پیدا شدن یک رباعی در دیوانی بدون ملاحظهٔ معنی آن، رباعی را به صاحب آن دیوان نسبت دهیم، زیرا علاوه بر این‌که اشعار گویندگان دیگر داخل گفته‌های خیام شده، ممکن است از رباعیات خیام هم به دیوان سایر شعرا راه یافته باشد.»
خود روزن تشخیص رباعیات اصلی خیام را از روی مفاهیم فلسفی ممکن می‌دانست و در نسخهٔ رباعیات خیام خودش، پس از معرفی ۲۳ رباعی و ۵ قطعه شعر عربی چنین اظهار نظر می‌کند: «رباعیات و اشعاری که از عالم تفکرات اشعار یادشده دور هستند ابداً به خیام مربوط نیستند و باید آن‌ها را جزء اضافات محسوب داشت و اشعاری که به‌عکس دارای این افکار هستند، ممکن است از آثار او باشند.»

### نسخه‌های ایرانی

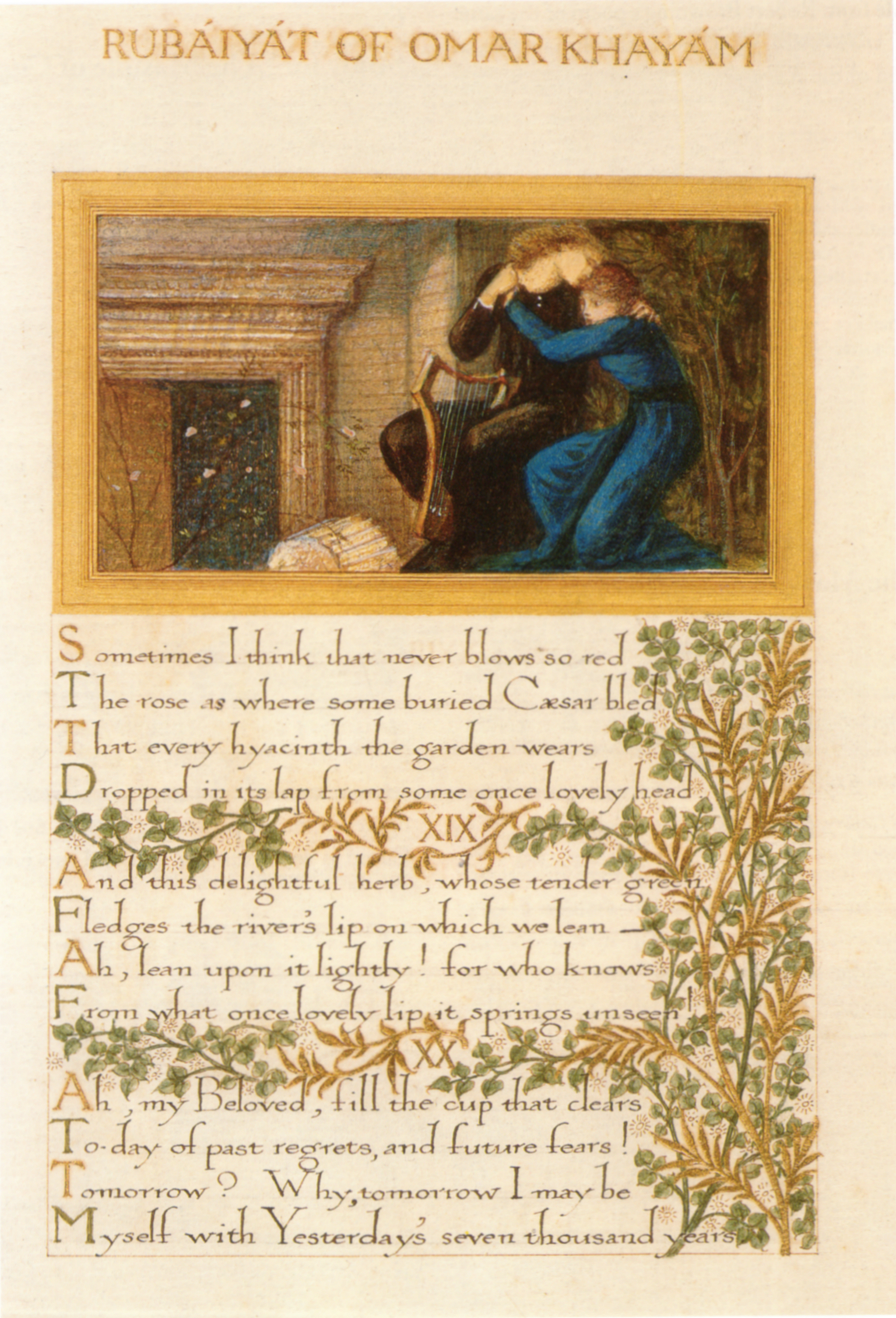
صفحه‌ای از نسخه خطی ویلیام موریس با تذهیب اثر ادوارد جونز، ۱۸۷۰ میلادی

ظاهراً نخستین فردی که در ایران به فکر تعیین و تفکیک رباعیات اصیل خیام افتاد غلامرضا رشید یاسمی بود. او در نسخهٔ خود که در سال ۱۳۰۳ منتشر کرد، از بین ۳۴۰ رباعی منتسب به خیام، ۲۴۰ رباعی را قابل قبول دانست.
پس از آن صادق هدایت نیز در سال ۱۳۱۳ نسخه‌ای از رباعیات خیام را منتشر کرد. نسخهٔ هدایت با عنوان ترانه‌های خیام شامل ۱۱۹ رباعی بود.
سپس در سال ۱۳۲۰ محمدعلی فروغی با استفاده از منابع قدیمی، جُنگ‌ها و سفینه‌های کتابخانه‌های ایران و ترکیه، نسخه‌ای از رباعیات خیام را که شامل ۱۷۸ رباعی منسوب به خیام بود تهیه کرد.
در سال ۱۳۳۶ احمد شاملو هم نسخه‌ای از رباعیات خیام را که دارای ۱۲۵ رباعی است در کتابی به نام ترانه‌ها ارائه کرد.
علی دشتی نیز در سال ۱۳۴۴ در کتابی با عنوان دمی با خیام ۸۱ رباعی را رباعیات حقیقی خیام می‌داند و ۲۰ رباعی دیگر را خیامانه می‌خواند.
در سال ۱۳۸۵ نیز کتاب دایرهٔ سپهر شامل متن کامل رباعیات خیام به تصحیح جاوید مقدس صدقیانی به چاپ رسید.

## اصالت رباعیات
تنها سند مهم موجود از رباعیات اصلی خیام، عبارتست از رباعیات سیزده گانهٔ مونس الاحرار که در سال ۷۴۱ قمری نوشته شده‌است و در خاتمهٔ کتاب رباعیات روزن استنساخ و در برلین چاپ شده‌است. رباعیات مزبور علاوه بر قدمت تاریخی، با روح و فلسفه و طرز نگارش خیام، درست جور می‌آیند. پس در اصالت این سیزده رباعی و دو رباعی نقل شده در مرصادالعباد که یکی از آن‌ها در هر دو تکرار شده، شکی باقی نمی‌ماند و ضمناً معلوم می‌شود که گویندهٔ آن‌ها یک فلسفهٔ مستقل و طرز فکر و اسلوب معین داشته و نشان می‌دهد که ما با فیلسوفی مادی و طبیعی سر و کار داریم. از این رو، با کمال اطمینان می‌توانیم این رباعیات چهارده‌گانه را از خود شاعر بدانیم و آن‌ها را کلید و محکِ شناسایی رباعیات دیگر خیام قرار بدهیم. در این صورت، هر رباعی که یک کلمه یا کنایهٔ مشکوک و صوفی مشرب داشت، نسبتِ آن به خیام جایز نیست.
کاووس حسن‌لی شاعر و پژوهشگر ایرانی دربارهٔ بینش شعر خیام معتقد است: رباعیات خیام به دلیل نوع نگاه و بینشی که بر آن حاکم است، پرسش‌ها و تردیدهای زیادی را برانگیخته است و تقریباً همهٔ خیام‌پژوهان بر این باورند که بسیاری از رباعیات منسوب به خیام جعلی است و افراد با سلیقه‌های گوناگون رباعیاتی را سروده و آن‌ها را به خیام نسبت داده‌اند، به گونه‌ای که هر چه جلوتر می‌آییم، تعداد رباعیات خیام بیش‌تر و بیش‌تر می‌شود. تعدد و تنوع رباعیات و تناقض میان آن‌ها از یک‌سو و آثار فلسفی و کلامی خیام و به کار رفتن واژه‌هایی چون امام، حکیم و حجة الحق برای خیام از سوی دیگر باعث شده برخی به این پندار روی آورند که ممکن نیست کسی که کتاب‌هایی مانند کون و تکلیف و رسائلی دربارهٔ وجود و خلقت نوشته باشد، رباعیاتی بسراید که از آن بوی شرک و کفر به مشام برسد.

### رباعیات در متون کهن
در سال ۱۱۶۱ میلادی یعنی فقط سی سال پس از مرگ خیام، کتابی به نام سند باد، بدون کمترین اشاره‌ای به نام خیام، پنج رباعی را از او یادآور می‌شود. در سال ۱۲۳۳ میلادی نیز نجم‌الدین رازی، از عرفای بنام تصوف در کتاب خود مرصاد العباد برای تحقیر خیام در میان صوفیان، دو رباعی را از او یادآور می‌شود و اینجاست که باید گفت: «عدو شود سبب خیر اگر خدا خواهد.» جوینی مورخ در کتاب خود که آن را در سال ۱۲۶۰ میلادی نوشته و دربارهٔ حملهٔ مغول به ایران است، یکی از رباعیات خیام را در مورد کشتار ناجوانمردانهٔ مردم مرو بیانگر می‌شود. در سال ۱۳۳۰ تاریخ‌نگار نام آشنا حمدالله مستوفی در کتاب تاریخ گزیده‌اش یک رباعی خیام را به یادگار گذاشته‌است. در کتاب نزهت المجالس که تاریخ تألیف آن را ۱۳۳۱ میلادی دانسته‌اند، سی و یک رباعی از خیام دیده می‌شود.
نخستین تصحیح معتبر رباعیات خیام به دست صادق هدایت انجام گرفت. وی از نوجوانی دلبستهٔ خیام بود و تدوینی از رباعیات خیام صورت داده بود. بعدها در ۱۳۱۳ خورشیدی آن را مفصل‌تر و علمی‌تر و با مقدمه‌ای طولانی با نام ترانه‌های خیام به چاپ رسانید. تصحیح معتبر بعدی به دست محمدعلی فروغی در سال ۱۳۲۰ خورشیدی به انجام رسید. لازم است ذکر شود که اروپاییان نظیر ژوکوفسکی، روزن و کریستنسن دست به تصحیح رباعیات زده بودند اما منتقدان بعدی شیوهٔ تصحیح و حاصل کار ایشان را چندان معتبر ندانسته‌اند.

## ترجمه‌ها

### ترجمهٔ انگلیسی
فیتز جرالد
در میان مشهورترین ترجمهٔ رباعیات خیام که باعث شهرت عالمگیر او و اشعارش شد، ترجمهٔ شاعر بریتانیایی ادوارد فیتزجرالد در سال ۱۸۵۹ میلادی به زبان انگلیسی است؛ هرچند این ترجمه نیز خالی از ترانه‌های غیراصیل نیست و بسیار بعید به نظر می‌رسد که همهٔ این سروده‌ها متعلق به خیام باشد.‏ به عقیدهٔ محققان ترجمهٔ فیتز جرالد جزو بهترین ترجمه‌های رباعیات خیام در جهان است، چرا که او با حفظ مضمون و ماهیت اندیشه‌ها و تخیلات ویژهٔ شاعر، آن را به شیوه‌ای آزاد در قالب وزن شعری انگلیسی درآورده‌است.

### ترجمهٔ فرانسوی
اندکی پس از آنکه فیتز جرالد، ویرایش نخست ترجمهٔ خود را از رباعیات منتشر ساخت، ژان باتیست نیکولا که سالیانی در ایران زیسته و مدت‌ها منشی سفارت فرانسه در تهران و سپس کنسول فرانسه در رشت بود، ۴۶۴ رباعی منسوب به خیام را به زبان فرانسه ترجمه و به سال ۱۸۶۷ میلادی منتشر کرد. نیکولا، خیام را شاعری صوفی‌مشرب می‌دانست و تعابیر و اصطلاحات موجود در رباعیات منسوب به او را مطابق اندیشهٔ عرفاً تفسیر می‌کرد. این ترجمه، از اولین و قدیمی‌ترین ترجمه‌های فرانسوی رباعیات خیام به‌شمار می‌رود.
در کتاب مرجع «کتابشناسی ادبیات فارسی در زبان فرانسه» (۱۳۹۳)، علاوه بر نیکولا، نام ۷۰ مترجم فرانسوی و ایرانی دیگر نیز ذکر شده‌است که معروفترین آن‌ها به ترتیب تاریخ ترجمه عبارتند از: شارل گرولو (به فرانسوی: Charles Grollou)، فرنان هانری (به فرانسوی: Fernand Henry)، کلود آنه (به فرانسوی: Claude Anet) و میرزا محمد (ترجمه مشترک)، فرانتس توسن (۱۹۲۴)، ابوالقاسم اعتصام‌زاده (۱۹۳۱)، آرتور گی (به فرانسوی: Arthur Guy)، پیر پاسکال (به فرانسوی: Pierre Pascal)، محمدمهدی فولادوند (۱۹۵۹)، ژاک گوشرون (به فرانسوی: Jacques Gaucheron)، پیر سگرز (به فرانسوی: Pierre Seghers)، ونسان مونتی (به فرانسوی: Vincent Monteil)، فؤاد روحانی (۱۹۸۸)، حسن رضوانیان (۱۹۹۲)، ماکسیم فری فرزانه (به فرانسوی: Maxime Féri Farzaneh)، ژیلبر لازار (۱۹۹۷)، پرویز ابوالقاسمی (۲۰۰۱) و عمر علیشاه (۲۰۰۵).

### ترجمهٔ عربی
احمد حافظ عوض اولین کسی بود که در سال ۱۹۰۱، نُه رباعی از رباعیات خیام را از زبان انگلیسی به عربی ترجمه نمود. او آن‌ها را در مقاله‌ای با عنوان شعراء الفرس عمر الخیام، در شمارهٔ هفتم المجله المصریه منتشر نمود. عیسی اسکندر معلوف نیز در سال ۱۹۰۴ میلادی ۶ رباعی را از انگلیسی به شعر عربی تبدیل نمود، اگرچه او آن‌ها را در سال ۱۹۱۰ میلادی در مقاله‌ای تحت عنوان عمر الخیام ما عرفه العرب عنه، در مجله الهلال سال ۱۸، جلد ۶، آذار ۱۹۱۰، منتشر ساخته‌است. در واقع عیسی اسکندر معلوف همان ترجمه‌های نثری احمد حافظ عوض را به نظم عربی درآورده‌است. بعد از او ودیع البستانی، در سال ۱۹۱۲ آن‌ها را به نظم عربی درآورد و آن‌ها را به جای رباعی به سباعی (۷ مصراعی) تبدیل نمود. او در مقدمهٔ خود از خیام و اهمیت اندیشه‌های فلسفی او سخن گفته‌است.

### ترجمهٔ ازبکی
نخستین ترجمهٔ کامل رباعیات خیام به زبان ازبکی در یکی از اوزان هجایی که عموماً اشعار فولکلوری ترکی قبل از اسلام و بعد از اسلام در آن سروده می‌شد، متعلق به شا اسلام شا محمدوف است. او نخست ترجمهٔ ۲۰۰ رباعی خیام را در سال ۱۹۵۷ میلادی منتشر کرد و بعداً به تعداد آن‌ها افزود و تا سال ۱۹۹۳ که دوازدهمین نشر این رباعیات است، شمار آن‌ها به ۴۵۰ رباعی رسید.

### دیگر زبان‌ها
رباعیات خیام تاکنون به صورت کلی ۳۲ بار به زبان انگلیسی، ۱۶ بار به فرانسوی، ۱۲ بار به آلمانی، ۱۱ بار به اردو، ۸ بار به عربی، ۵ بار به ایتالیایی، ۴ بار به ترکی و روسی، ۲ بار به دانمارکی، سوئدی، نروژی،اسپانیایی،پرتغالی، لاتین، چینی، هندی، ارمنی، ژاپنی، یونانی، چک، اسپرانتو، هلندی، مجاری، گالیک، گجراتی، پرونسی، صربی، کاتالان، لزگی و کردی ترجمه شده‌است.